# 난생처음
《난생처음》은 2015년 9월 13일부터 2015년 12월 26일까지 토요일 밤 9시 40분에 TV조선으로 방송된 예능 프로그램이다.